# Franciszek Korga
Franciszek Korga, ps. Wilk (ur. 30 grudnia 1896 w Skowierzynie, zm. 2 stycznia 1971 w Pełcznicy) – polski polityk, żołnierz, rolnik, poseł na Sejm PRL II kadencji.

## Życiorys
Po ukończeniu szkoły ludowej pomagał w gospodarstwie rolnym rodziców. W latach 1915–1918 służył w armii austriackiej. W listopadzie 1918 uczestniczył w wydarzeniach tzw. Republiki Tarnobrzeskiej. W latach 1918–1921 w Wojsku Polskim. Brał udział w wojnie z Rosją sowiecką w latach 1919–1920. Od 1924 członek Związku Chłopskiego, od 1926 członek i prezes Stronnictwa Chłopskiego na powiat tarnobrzeski. W okresie 1927–1931 członek Rady Naczelnej Stronnictwa Chłopskiego, a po zjednoczeniu ruchu ludowego i powołaniu Stronnictwa Ludowego zastępca prezesa Zarządu Powiatowego SL w Tarnobrzegu. W latach 1931–1933 oraz 1935–1939 członek Rady Naczelnej Stronnictwa Ludowego, od 16 lutego 1936 prezes Zarządu Powiatowego Stronnictwa Ludowego w Tarnobrzegu. W sierpniu 1937 współorganizator strajku chłopskiego, za co więziony był przez 8 miesięcy. Od grudnia 1939 w składzie pierwszej Trójki Powiatowej SL „Roch”. Od lutego 1943 po ucieczce z aresztu w Zbydniowie, ukrywał się do końca okupacji. W okresie 1944–1945 członek Rady Powiatowej w Tarnobrzegu. Następnie przewodniczący Stronnictwa Ludowego w Tarnobrzegu. W sierpniu 1945 osiedlił się w Pełcznicy. Był tam członkiem Zarządu Okręgu Stronnictwa Ludowego, następnie PSL w Krakowie. Związał się z jego odłamem PSL-Lewica, potem działał w ZSL, był członkiem Prezydium Wojewódzkiego Komitetu tej partii i prezesem Związku „Samopomocy Chłopskiej” we Wrocławiu. W latach 1956–1958 był prezesem Powiatowego Komitetu ZSL w Świdnicy. Poseł na Sejm PRL w latach 1957–1961 (z okręgu Świdnica), pracował w komisji rolnej. Uprawiał 14-hektarowe gospodarstwo rolne.
W 1955 otrzymał Złoty Krzyż Zasługi i Medal 10-lecia Polski Ludowej.